# Meester van Karel V
De Meester van Karel V was een anonieme boekverluchter die een getijdenboek verluchtte voor Karel V.  Het handschrift wordt nu bewaard in de Österreichische Nationalbibliothek in Wenen als cod. 1859. Hij kreeg zijn noodnaam naar dit getijdenboek Het getijdenboek werd gemaakt tussen 1516 en 1519 gezien Karel V als koning van Spanje wordt afgebeeld op f213v en niet als Rooms keizer.
Deze artiest werd voor het eerst zo genoemd door Friedrich Winkler die nog zes andere handschriften aan het oeuvre van de meester toevoegde. Georges Dogaer groepeerde later 14 werken onder de naam “School van de Meester van Karel V” waaronder een aantal uit de lijst van Winkler. De manuscripten waren in de lijst ondergebracht omwille van hun codicologische en iconografische kenmerken, maar niet op stilistische basis. Het was dan ook moeilijk hieruit de meester en zijn kring te definiëren. Gebaseerd op zijn opdrachtgevers denkt men dat zijn activiteit in Brussel of Mechelen te situeren is. Hij zou actief geweest zijn tussen 1505 en 1533.

## Stijlkenmerken
Als men de meester vereenzelvigt met de artiest die het handschrift maakte waarnaar hij genoemd werd, komt zijn stijl dicht in de buurt van Simon Bening. Ze tekenen beiden stevige, compacte figuren die zeer sculptureel zijn zowel in de lichaamsbouw als in de kleding. Deze meester gebruikt vooral pastelkleuren en gedempte blauwe en rode tinten, waar Bening gebruik maakte van een palet van verzadigde kleuren. Het werk van deze meester lijkt daardoor zachter dan dat van Bening. De ruimtelijke voorstellingen van deze meester zijn dan weer veel beperkter en minder uitgewekt dan die van Bening.
Een tweede kenmerk van de meester zijn de marges van de miniaturen. In het werk waarnaar hij zijn naam kreeg is elke miniatuur omkadert met een architecturale lijst die is samengesteld uit een aantal gotische en renaissance elementen. Daaraan worden musicerende putti, engeltjes en vogels toegevoegd. Deze marges vervangen bij de meester de Gents-Brugse strooiranden die in zijn tijd bijna standaard waren. Elementen van de gotische lijsten doen denken aan het werk van Bernard van Orley die ook in Brussel werkzaam was. De marges lijken op houten altaarframes. In veel van de handschriften die aan de meester werden toegeschreven komt dit type van marge voor.

## Werken
Hierbij enkele van de werken die aan deze meester en zijn kring werden toegeschreven:
- Getijdenboek van Karel V, Österreichische Nationalbibliothek, Wenen, cod. 1859.
- Gebedenboek van aartshertog Ferdinand, Österreichische Nationalbibliothek, Wenen, cod. 1859.
- Gebedenboek, Koninklijke Bibliotheek van België, Brussel, MS II 668.
- Eenhoorn-getijden, verkocht bij Sotheby's in Londen op 6 juli 2000
- Getijdenboek, The Morgan Library & Museum, MS M 696 (kring van de meester).[5]
- Getijdenboek, The Morgan Library & Museum, MS M 491 (kring van de meester).[6]
- Livre des fais van Jacques van Lalaing, J. Paul Getty Museum, Los Angeles (kring van de meester en frontispice van Simon Bening)[7]
- Getijdenboek, The Walters Art Museum, Ms. W.425 (kring van de meester)[8]
- Le chevalier délibéré van Olivier de la Marche, 1547, Christie’s Londen 9 maart 2016, (kring van de meester).[9]
- Koorboek, Koninklijke Bibliotheek van België, MS 228 (kring van de meester in samenwerking met onder meer Petrus Alamire)[10]